# Paysage (Le Lièvre)
Pour les articles homonymes, voir Paysage (homonymie).
Paysage (Le Lièvre) est un tableau réalisé par le peintre espagnol Joan Miró à l'automne 1927. Cette huile sur toile est un paysage surréaliste comprenant un lièvre. Elle est conservée au musée Solomon-R.-Guggenheim, à New York.

## Expositions
- Miró : La couleur de mes rêves, Grand Palais, Paris, 2018-2019 — n°31.